# Proceso a la infamia
Proceso a la infamia es una película argentina dramática filmada en blanco y negro estrenada el 2 de marzo del año 1978. Dirigida por Alejandro Doria. Escrita por Ulyses Petit de Murat  y César Tiempo, según un  argumento de José Dominiani. Protagonizada por Rodolfo Bebán. Coprotagonizada por Idelma Carlo, Villanueva Cosse, Leonor Benedetto, Antonio Grimau, Adrián Ghio, Hugo Mugica, Carlos Gandolfo e Ignacio Finder. También, contó con las actuaciones especiales de Marilina Ross, María Vaner, Norberto Suárez, Silvia Montanari y Jorge Rivera López. Tuvo el título alternativo de Los años infames.

## Sinopsis
La lucha entre dos caudillos ambientada en la Ciudad de Buenos Aires de la década de 1930.

## Reparto
- Rodolfo Bebán …Eladio Raverol
- Idelma Carlo …Condesa Alexia
- Villanueva Cosse …Rafael Barca
- Jorge Rivera López …Senador Santana
- Norberto Suárez …Mario Barca
- Silvia Montanari …Ana María
- María Vaner …Fanny
- Adrián Ghío …Miranda
- Leonor Benedetto …Sofía
- Antonio Grimau...Toño
- Mónica Escudero …
- Miguel Ángel Solá ...El Nene
- Marta Betoldi
- Horacio Denner
- Hugo Mugica …Sico
- Carlos Gandolfo …Editor
- Jorge Abdala …Martín López
- Ricardo Bouzas …Conde Glinka
- Jorge Sassi …Cadenazo
- Marta Gam …Madama
- Ignacio Finder …Refugiado
- Edelma Rosso
- Claudio Lucero
- Nino Udine …Hampón
- Elbio Nessier
- Lucrecia Álvarez
- Luis Aranda
- Amarilis Carrié
- Bettina Cassol
- Liliana Cevasco
- Martín Coria
- Horacio Márquez
- Cristina Montes
- Omar Pereyra
- Juan Petrisin
- Graciela Prieto
- Mónica Ramos
- Marilina Ross …Raquel
- Dora Baret …Secretaria de Santana

## Problemas con la censura
La película fue rodada y lanzada en 1975 pero fue inicialmente prohibida; el productor realizó numerosos cortes e incluso se eliminaron las escenas en las que aparecía el personaje de una joven inmigrante – interpretada por Marilina Ross - que por salir a defender a su hermana menor fue violada y apartada de su padre, quien la encuentra tiempo después en un prostíbulo en estado de desvarío.
Fue así que recién en 1978 el organismo a cargo de la censura, encabezado por Miguel Paulino Tato, autorizó su exhibición. Los cortes del productor afectaron la trama y motivaron protestas entre los espectadores.

## Críticas
La Nación opinó: 

«Alejandro Doria como realizador es inquieto y su cámara se aposta en todos los sitios posibles…no ha podido evitar la estructura televisiva de la narración.»

Manrupe y Portela escriben: 

«Rodada en una época en que estaba de moda la década infame, es una mostración de violencia y factura standard.»